# Histerectomía laparoscópica
Una histerectomía es un procedimiento terapéutico en enfermedades como los fibromas, la adenomiosis, el dolor pélvico crónico y el sangrado uterino anormal resistente al tratamiento médico. En nuestro medio, la histerectomía es la cirugía ginecológica más frecuente y, a pesar de la implementación de métodos de tratamiento menos invasivos, la histerectomía no ha disminuido en frecuencia y solo el abordaje laparoscópico representa una mejor alternativa.

## Anatomía
La anatomía ginecológica clínica se centra en la pelvis (palabra que se deriva del latín y que significa cuenco). La pelvis da cabida a la confluencia e intersección de múltiples aparatos y sistemas. La comprensión de estas relaciones estructurales y funcionales es esencial para el cirujano y permite apreciar la interrelación de la función sexual y reproductiva y brinda un contexto para la comprensión de la patología ginecológica.

## Estructura y sostén de la pelvis y genitales
La pelvis ósea incluye el sacro en sentido posterior y a los huesos isquion, ilion y pubis en dirección anteromedial. Da sostén a la porción superior del cuerpo y transmite la carga del peso corporal hacia las extremidades inferiores, además de proporcionar mecanismos de fijación para los tejidos que dan origen al piso pélvico. La abertura de la pelvis está cubierta por músculos del diafragma pélvico.
Los músculos de la pared lateral de la pelvis incluyen los músculos iliaco, psoas y obturador interno Estos músculos sufren contracción tónica e incluyen, de adelante hacia atrás y de manera bilateral, a los músculos pubococcígeo, puborrectal, iliococcígeo y coccígeo. Los dos primeros proporcionan fibras al cuerpo perineal fibromuscular. El hiato urogenital está rodeado en sentido lateral por los músculos pubococcígeos y en dirección anterior, por la sínfisis del pubis. A través de este defecto muscular pasan la uretra y la vagina y es el punto focal para el estudio de los trastornos del piso pélvico, como cistocele, rectocele y prolapso uterino.

## Datos Históricos y Evolución
El primero en realizar procedimientos tanto diagnósticos como terapéuticos a través de las cavidades fue el griego Hipócrates de Kos (460 a.C.-370 a. C.). Se dice que utilizó cánulas para explorar en el interior de la boca y el ano; incluso habría llegado a tratar obstrucciones intestinales a través de la insuflación de aire con esos instrumentos. Abucasis (936-1013) fue uno de los cirujanos más renombrados en su época, fue el primero en introducir un tubo en la vagina, la ilumina y estudia el cérvix. Philip Bozzini (1773-1809), construye un instrumento para visualizar los órganos al dirigir la luz al interior del cuerpo, precursor de la endoscopia moderna, lo llamó lichtleiter (conductor de luz). En 1853, Antonie Jean Desormaux ( 1815-1870), en Francia, desarmó el endoscopio y lo perfeccionó con un sistema de lentes y espejos y estudió con este instrumento la vejiga, el cérvix y el Útero.
Durante las décadas de 1970 y 1980, Kurt Semm, de la Universidad de Kiel, en Alemania, desarrolló múltiples procedimientos ginecológicos mínimamente invasivos, hasta desarrollar la histerectomía vaginal asistida por laparoscopia. En 1985 construye el pelvi-trainer, como equipo de entrenamiento para los procederes ginecológicos por vía laparoscópica. La primera histerectomía laparoscópica fue realizada por Harry Reisch en 1993. 

## Conceptos y clasificación
- Histerectomía vaginal asistida por laparoscopía: se trata de pacientes en las cuales se realiza algún procedimiento por vía laparoscópica, por ejemplo: lisis de adherencias, ooforectomía o salpingo-ooforectomía, luego se realiza la histerectomía vaginal convencional.

- Histerectomía laparoscópica: implica la ligadura laparoscópica de los vasos uterinos. Después de la ligadura, el resto de la cirugía puede continuar por laparoscopia o por la vía vaginal.

- Histerectomía supracervical laparoscópica:  implica dejar el muñón cervical parcial o totalmente. Esta técnica deja el cuello uterino intacto, conservando los ligamentos uterosacros y cardinales. Algunos autores consideran que la funcionalidad sexual se protege mejor al salvaguardar el cérvix y la vagina. El útero es removido por morcelación por arriba o por abajo.

Para valorar la técnica utilizada y la extensión del procedimiento por vía laparoscópica se utiliza la clasificación de Clermont Ferrand: 
- Tipo I: incluye la hemostasia y sección de los pedículos anexiales y de los ligamentos redondos, que libera la cúspide del ligamento ancho y facilita el resto de las maniobras por vía vaginal.

- Tipo II: asocia el desprendimiento útero-vesical y la hemostasia de los pedículos uterinos.

- Tipo III: realiza la disección del cérvix por vía intrafascial, la hemostasia de los pedículos cervicovaginales y comienza la abertura vaginal.

- Tipo IV: consiste en realizar toda la histerectomía por vía laparoscópica, incluida la abertura y el cierre vaginales. El único momento de vía vaginal es la extracción de la pieza.

## Técnica quirúrgica
- Examen pélvico y colocación de sonda vesical 
- Histerometría para evaluar la profundidad de la cavidad uterina.
- Posición de la paciente: decúbito supino, con las piernas descansadas sobre estribos para cumplimentar la posición de litotomía, y posición de Trendelemburg.
- Colocación del manipulador uterino de Clermont-Ferrand

## Procedimiento
Se realiza una incisión semicircular en el borde inferior de la cicatriz umblical. A través de ella se introduce la aguja de Veress en la cavidad abdominal, se comprueba su correcta posición al realizarle el test de Palmer. Posteriormente se hace el neumoperitoneo a través de la insuflación de dióxido de carbono (CO2) en la cavidad abdominal y al alcanzar la presión intrabdominal prefijada (12-15 mmHg), se retira la aguja de Veress y se coloca el trócar de 10 mm en la incisión periumbilical, a través del cual se introduce el lente acoplado a la videocámara. Se realiza la inspección de la cavidad abdominal y se coloca un trócar de 5 mm bajo visión endoscópica en ambas fosas ilíaca, previa incisión de la piel.
Para ejecutar la anexectomía, se tracciona con pinza de agarre atraumática el ligamento infundíbulo-pélvico y se realiza coagulación bipolar de los vasos y sección con tijera. Si no se realiza anexectomía, se tracciona con pinza de agarre atraumática el ligamento redondo y se realiza coagulación bipolar y sección con tijera, tratando de igual manera la trompa uterina. Se secciona la hoja anterior del ligamento ancho con tijera se extiende la incisión hasta la cara anterior del cuerpo del útero, y se realizan las maniobras antes mencionadas del lado contralateral.
Con pinza de agarre atraumática se tracciona de la hoja del ligamento ancho seccionada y con tijera se realiza la disección de la fascia pubovesicouterina, al rechazar anteriormente la vejiga y separarla del cuello uterino. Se secciona la hoja posterior del ligamento ancho con tijera y se realiza coagulación bipolar y sección de ligamento útero-ovárico si no se realiza anexectomía, disecando con tijera la cara posterior del cuello uterino previa coagulación bipolar y sección con tijeras de los ligamentos uterosacros. Se realiza coagulación bipolar y sección con tijeras de las arterias uterinas y cervicovaginales.
Se realiza la colpotomía sobre el manipulador uterino y extracción de la pieza quirúrgica a través de la vagina. Se practica el cierre y fijación de la cúpula vaginal a los ligamentos uterosacros a elección del cirujano: por laparoscopia o por vía vaginal, con sutura absorbible a mediano plazo 2-0 monofilamento o trenzado. Se realiza peritonización  o no a elección del cirujano.
Posterior a la revisión de la hemostasia, se retira el CO2 intraabdominal y los trócares bajo visión endoscópica y se colocan los puntos de piel con material no absorbible monofilamento.

## Indicaciones
-Cuando existe una enfermedad benigna en la que usualmente se requiere abordaje abdominal (miomatosis uterina, masas anexiales, endometriosis,cáncer ovárico, endometrial o cervical en estadio I) 
-En el caso de grandesMioma, la indicación depende de muchos factores: la forma y diámetros del útero, su movilidad en la pelvis, la localización de los miomas, el ancho de la pelvis de la paciente, la altura y campo quirúrgico, el instrumental de que se disponga y la experiencia del equipo quirúrgico.

## Contraindicaciones
-Vagina estrecha sin prolapso o artritis que impida la colocación de la paciente en posición de litotomía, para exponer en forma suficiente la vagina.
-Un útero de más de 700 gramos no deben ser abordados por vía laparoscópica, aunque el rango de aceptación de diferentes series oscila desde los que sitúan el límite entre 200-500 g hasta los que aceptan pesos estimados de 1000 g o más.
- Pacientes en estadio IV de endometriosis con compromiso extenso del fondo de saco de Douglas, a menos que el cirujano tenga la capacidad y el tiempo para resecar toda la endometriosis fibrótica de la vagina, ligamentos úterosacros y recto anterior.
Complicaciones
- Hemorragia al momento de la inserción de los trócares
- Lesión en los vasos mayores, el intestino, la vejiga y los uréteres.
- Infección del sitio de punción
- Hernias de los puertos
- Lesiones rectovaginales
- Colección intrabdominal, de la cúpula vaginal (prolapso, dehiscencia, absceso, hematoma, granuloma), fístula interna (fístula ureterovaginal, vesicovaginal, rectovaginal).